# كوك ستيشن (ميزوري)
كوك ستيشن (بالإنجليزية: Cook Station)‏ هي إحدى المجتمعات الفردية (غير مصنفة) في ولاية ميزوري في الولايات المتحدة الأمريكية.
</